# Opéra di Strasburgo
L'opéra di Strasburgo è un teatro d'opera situato in place Broglie, nel centro storico di Strasburgo. L'edificio viene chiamato Théâtre municipal e ospita la compagnia Opéra national du Rhin, venendo spesso designato con questo nome. 
L'Opéra national du Rhin (ONR) ospita l'orchestra filarmonica di Strasburgo, l'orchestra sinfonica di Mulhouse e il Ballet de l'Opéra national du Rhin. L'Opéra national du Rhin è membro della ROF (Réunion des Opéras de France), del RESEO (Réseau Européen pour la Sensibilisation à l'Opéra et à la Danse) e dell'Opera Europa.

## Architettura
L'edificio venne realizzato tra il 1804 e il 1821 dall'architetto Villot. Fu parzialmente distrutto nel 1870 a seguito di un bombardamento tedesco. All'epoca del restauro, 1888, la facciata posteriore venne arricchita da un avancorpo circolare. 
L'edificio è stato costruito in stile neoclassico con una facciata costituita da un peristilio con colonne ioniche sormontate da sei muse (e non nove come da tradizione), scolpite da Landolin Ohmacht.
La facciata è stata classificata monumento storico nel 1921.